# Königs-Pavillon

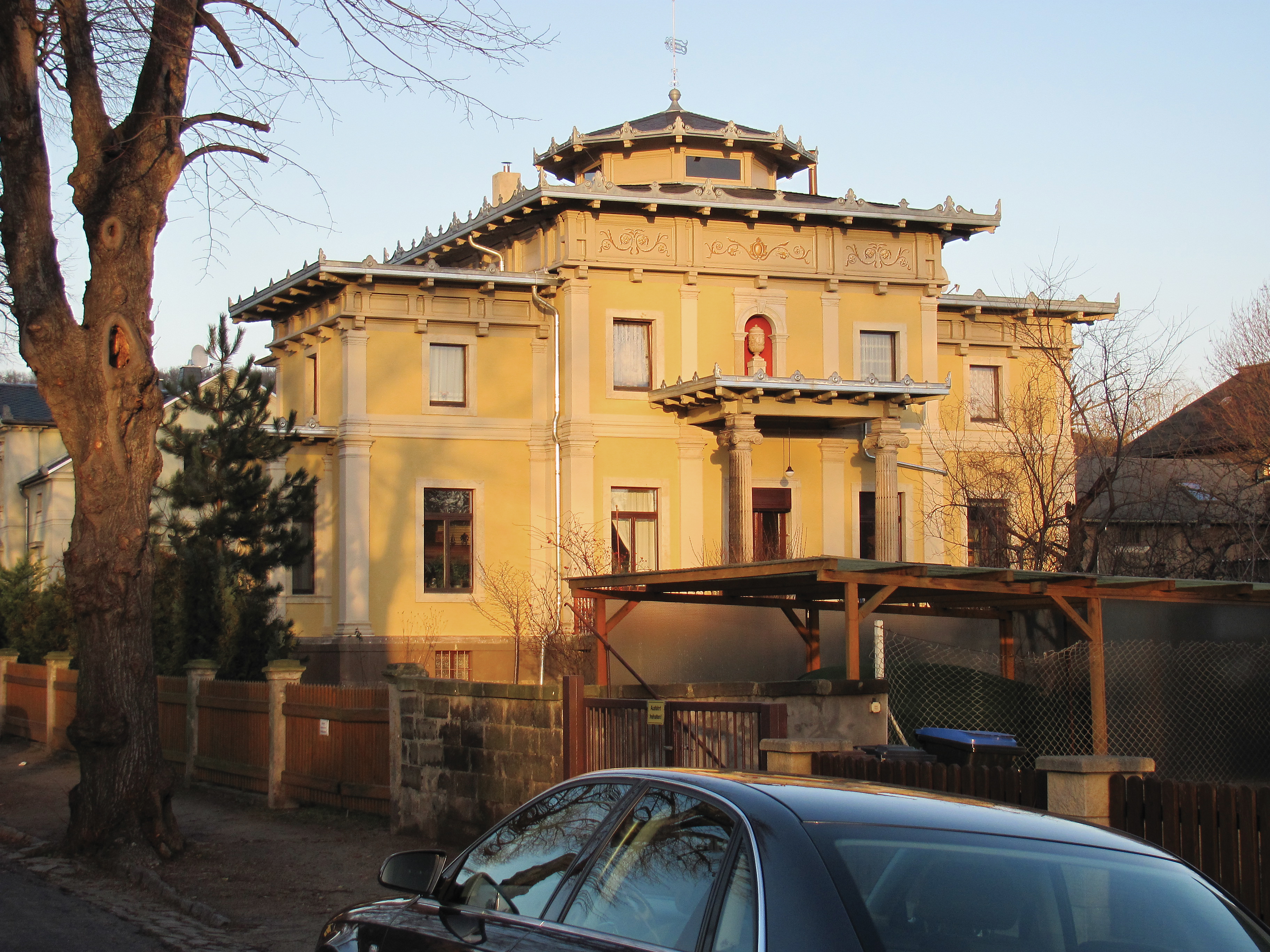
Der rekonstruierte Königs-Pavillon von Süden, 2012. Dahinter steht die Villa Rossija.

Die um 1900 Königs-Pavillon, später nach der Umnutzung Töchterheim Sallawa genannte Villa liegt in der Ludwig-Richter-Allee 6 im Stadtteil Niederlößnitz der sächsischen Stadt Radebeul. Sie wurde 1875/1877 wohl nach dem Entwurf des Niederlößnitzer Architekten und Baumeisters Adolf Neumann für den Bauunternehmer Ernst Louis Becher errichtet und später durch den Oberstleutnant a. D. Meyer genannt Sallawa und Radau bzw. seine Töchter bewohnt.

## Beschreibung

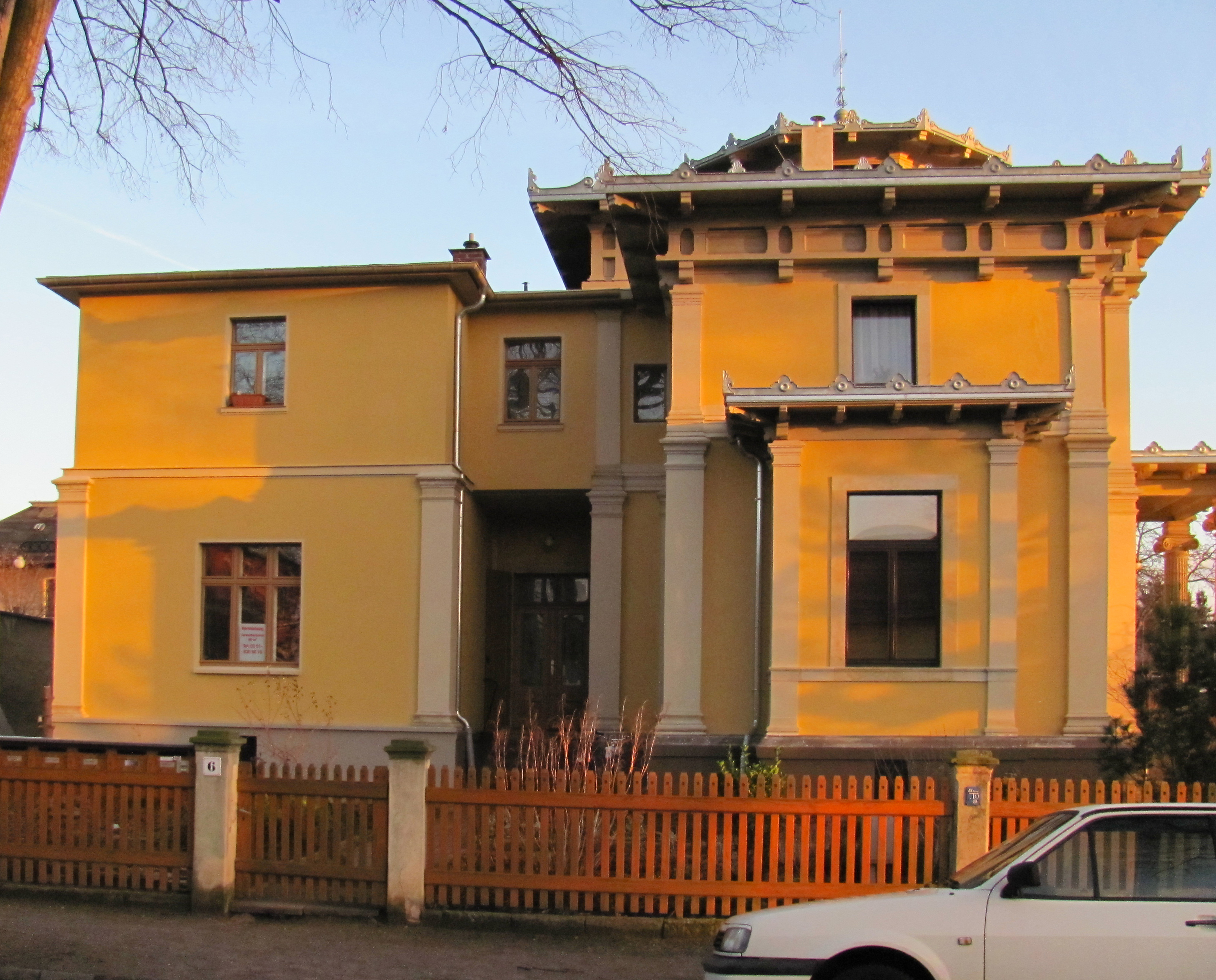
Villa von Ernst Louis Becher: Ursprungsbau (rechts, Königs-Pavillon) und Erweiterungsbau (links), dazwischen der heutige Eingang

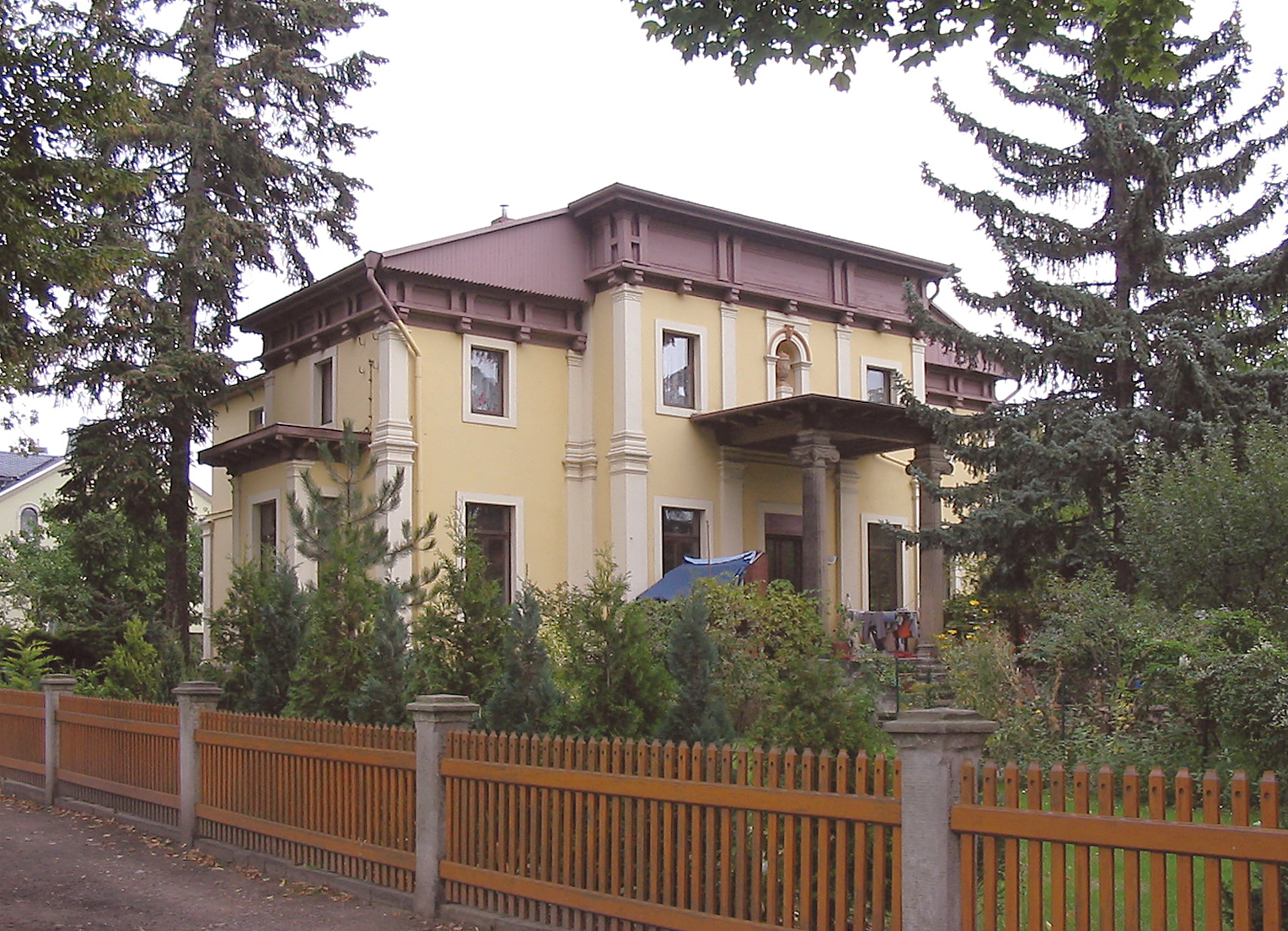
Die Villa vor der Rekonstruktion, 2008

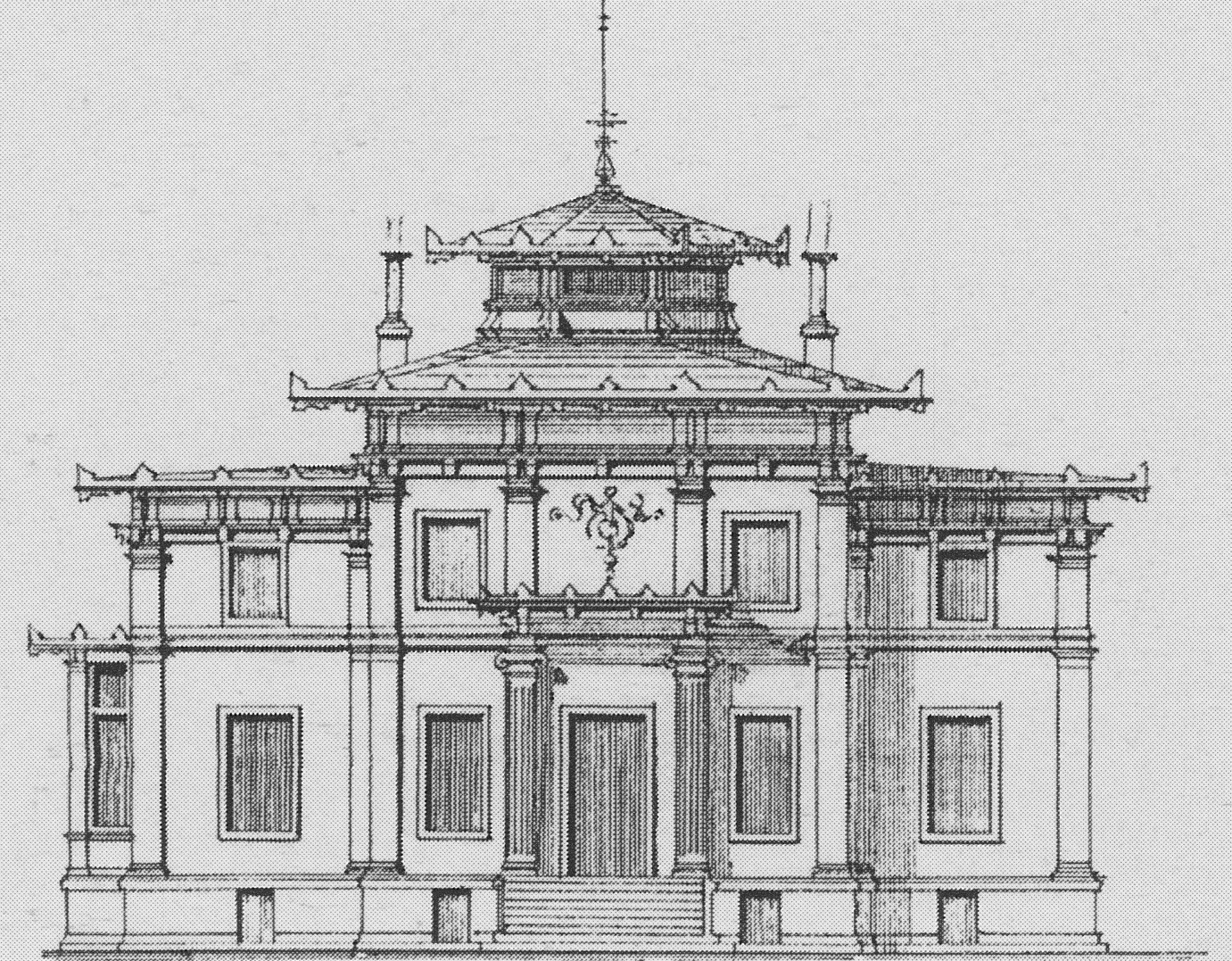
Bauzeichnung Südansicht, 1875

Die zweigeschossige, mitsamt Einfriedung unter Denkmalschutz stehende Villa war „ursprünglich ein konsequent mittenorientierter Zentralbau von beinahe palladianischer Strenge.“ Der quadratische, dreiachsige Mittelbau hatte zur Straße und zur Gebäuderückseite flachere, einachsige Vorbauten; vor dem in der Straßenansicht steht ein erdgeschosshoher Standerker.
Zur Südseite zum Garten liegt mittig oberhalb einer kurzen Freitreppe eine Terrasse, deren Vordach von ionischen Säulen gestützt wird. Oberhalb des Vordachs in dieser rechten Seitenansicht befindet sich eine rundbogige Nische mit einer Vase darin. In der linken Seitenansicht, somit auf der Nordseite, befand sich ein zum Vordach der Terrasse gespiegelter Eingangsvorbau, an den heute ein zweigeschossiger Erweiterungsbau mit Walmdach angebaut ist. Der Eingang erfolgt heute zwischen beiden Baukörpern von der Straße aus.
Das flache Zeltdach sitzt auf einem hohen hölzernen Drempel, darauf ursprünglich ein niedriger laternenartiger Aufsatz mit einem flachen achteckigen und weit überkragenden Dach, welches zwischenzeitlich verlorengegangen war und 2011 rekonstruiert wurde. Dadurch erhielt das Gebäude ursprünglich, ohne den nördlichen Anbau, ein pagodenartiges Aussehen. Dieses war durch den nördlichen Erweiterungsbau und die Veränderung der Vorbaudächer in der Straßenansicht und auf der Gebäuderückseite in höhere und steilere Schleppdächer weitgehend verlorengegangen, ist von der Südseite durch den Rückbau der Dächer zur ursprünglichen Form und den rekonstruierten Dachaufbau jedoch wieder erkennbar. Auf diesem sitzt eine Wetterfahne. Die neuen Dachkanten werden durch akroterenähnliche Elemente verziert.
Die glatt verputzten Fassaden werden durch Eckpilaster eingefasst, die Fenster werden von Sandsteingewänden umrahmt. Die Holzverkleidung des Drempels sitzt zwischen Fachwerk. Sie wurde statt des zwischenzeitlich verwendeten Brauntons bei der Erneuerung durch ein helleres Grau ersetzt, auf dem Girlanden aufgemalt sind.
Die Einfriedung des Anwesens erfolgt durch einen Lattenzaun mit Sandsteinpfeilern.

## Geschichte

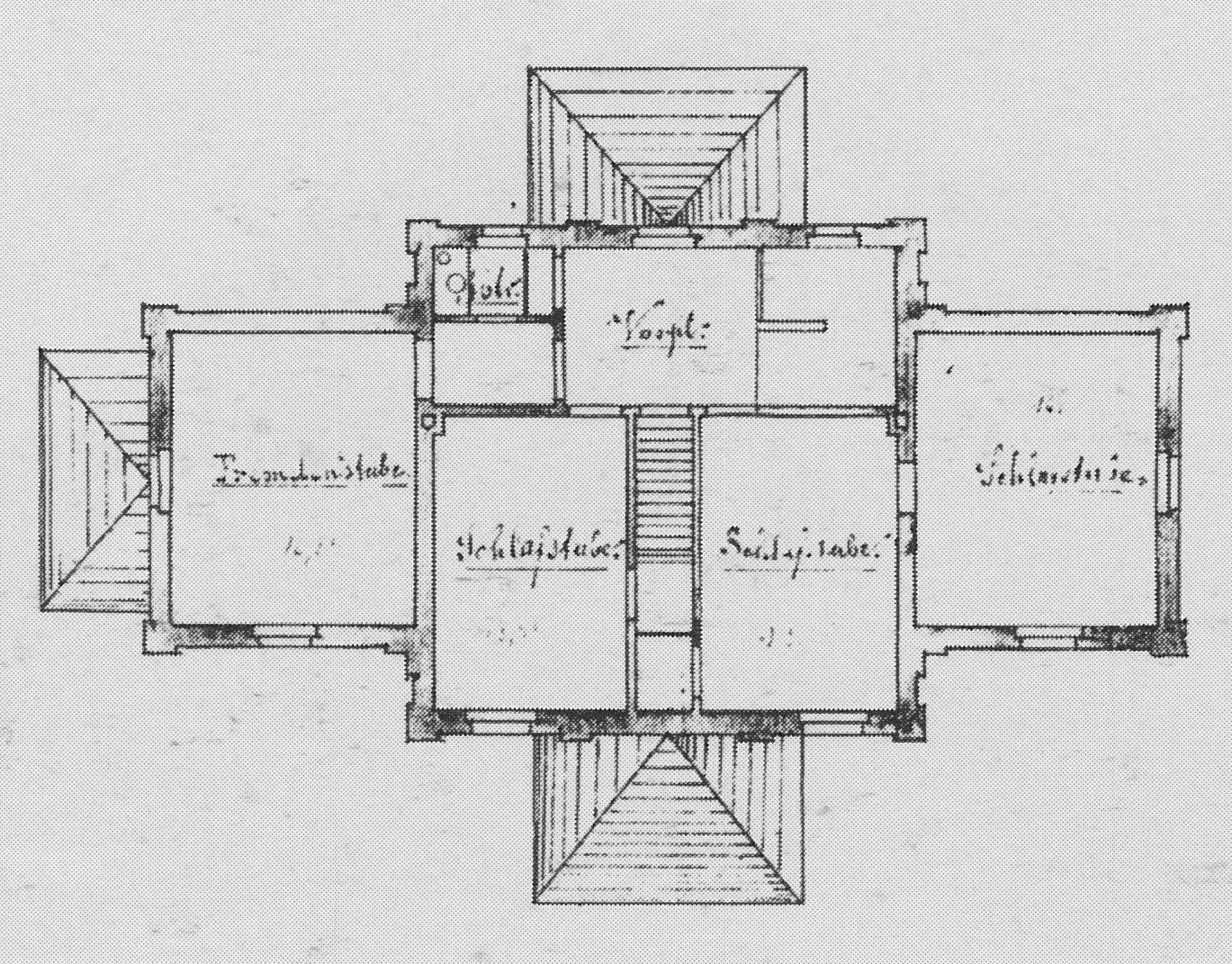
Grundriss, 1875

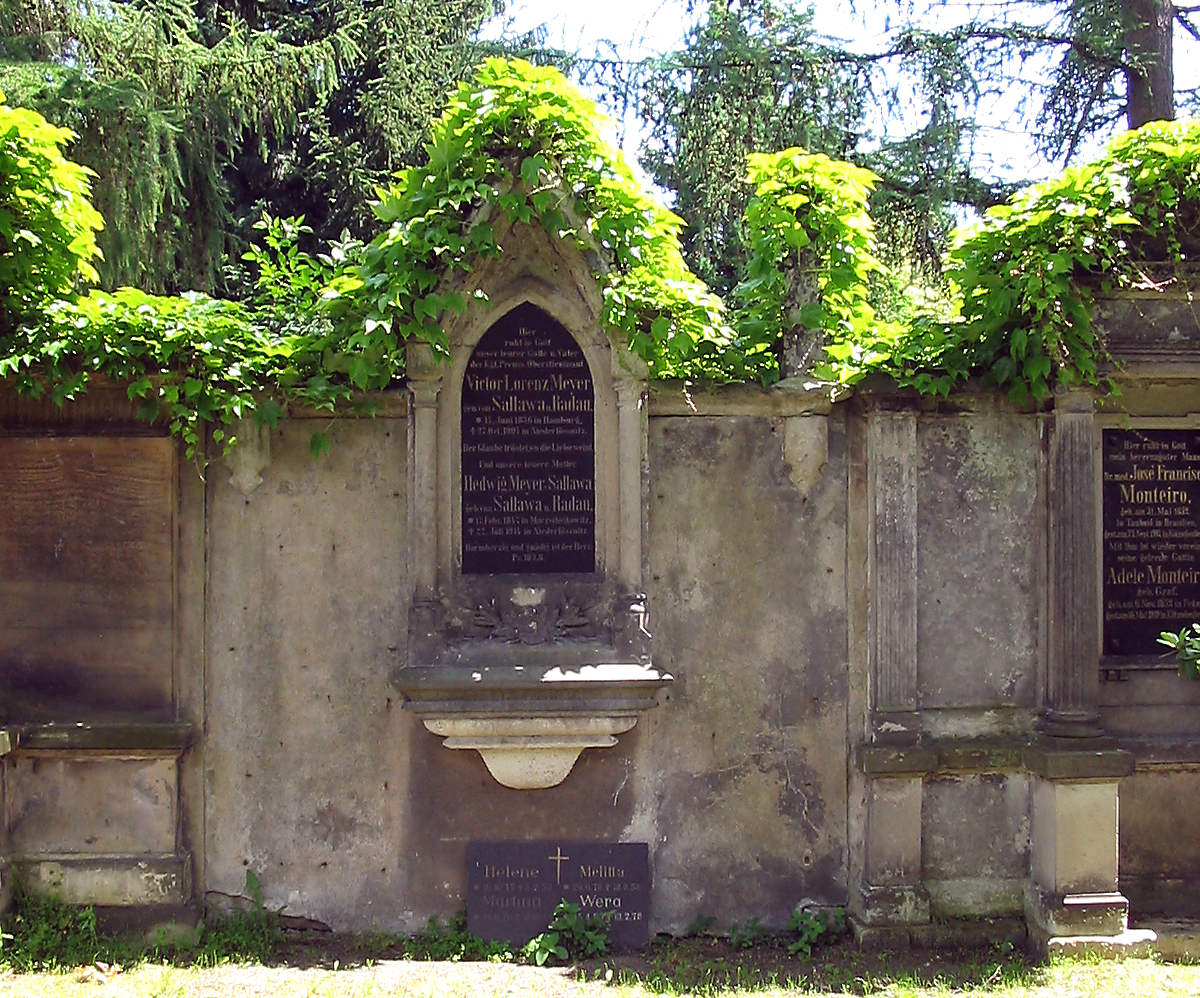
Familiengrabmal Meyer genannt von Sallawa und Radau

Auf einer Parzelle, die Ernst Louis Becher, Friedrich Hermann Melzer und Adolf Neumann gemeinsam gehörte, errichtete der Architekt Becher als Bauunternehmer eine Villa nebst einem Brunnen. Der Bauantrag erfolgte im Dezember 1875 anhand von Entwürfen wohl von Neumann. Die Baugenehmigung erfolgte im März 1876 und die Baurevision im Mai 1877. Spätestens 1880 gehörte das Anwesen Adolf Neumann, der dann ein Nebengebäude auf dem Grundstück errichtete.
Laut Adressbuch von 1901 gehörte das Anwesen dem Oberstleutnant a. D. „Viktor Lorenz Meyer gen. v. Sallawa u. Radau“ (* 1836; geb. als Victor Lorenz Meyer, auch Victor Lorenz Meyer-Sallawa, vom preußischen König Wilhelm I. 1876 in den Adelsstand erhoben). Der Häusername zu jener Zeit, noch ohne die späteren Anbauten, wurde im Adressbuch mit Königs-Pavillon angegeben. Meyer war der Vater der folgenden Eigentümerinnen. Im Juli 1927 erhielten die Schwestern Melitta (* 1878) und Helene (* 1875) Meyer genannt von Sallawa und Radau für ihr sogenanntes Töchterheim Sallawa die Genehmigung, durch den Oberlößnitzer Architekten Alfred Tischer die Dachform verändern und einen zweigeschossigen Erweiterungsflügel mit Walmdach bauen zu lassen. Der Vater Victor Lorenz Meyer genannt von Sallawa und Radau wurde 1904 in einem denkmalpflegerisch bemerkenswerten Familiengrab auf dem Friedhof Radebeul-West beerdigt, wo ebenfalls seine Ehefrau Hedwig (* 1847, geb. von Sallawa und Radau) sowie die drei Töchter liegen. Meyers dritte Tochter Wera Erika Alice (* 25. April 1889) wurde im Gegensatz zu ihren Schwestern nicht mehr in Havelberg, sondern in Niederlößnitz geboren.
Im Jahr 2011 erfolgte eine Rekonstruktion der alten Dachgestaltung.